# Sankt Jørgens fest
Sankt Jørgens fest (russisk: Праздник Святого Йоргена) er en sovjetisk film fra 1930 af Jakov Protasanov.. Filmen er baseret på Harald Bergstedts roman Jørgensfesten (1919).

## Medvirkende
- Igor Ilinskij som Franz Schulz
- Anatolij Ktorov som Michael Korkis
- Mikhail Klimov
- Igor Arkadin
- Marija Strelkova som Oleandra